# Tonio (I promessi sposi)
Tonio è un personaggio immaginario presente ne I promessi sposi, romanzo di Alessandro Manzoni.

## Biografia del personaggio
Appare per la prima volta nel sesto capitolo: è un contadino di mezz'età che abita vicino alla casa di Lucia Mondella, molto povero e indebitato con Don Abbondio, e con una grande famiglia da sfamare. Ha un temperamento allegro e ama il buon vino. Accetta di fare da testimone di nozze a Renzo e Lucia nel loro tentativo, poi fallito, di sposarsi segretamente per aggirare il divieto imposto da Don Rodrigo. Durante la successiva epidemia di peste, si ammala, raggiungendo uno stato di demenza simile a quello del fratello Gervaso, da lui sempre sbeffeggiato in passato.